# 멘다정
멘다정(일본어: 免田町)은 일본 구마모토현 남동부에 있던 정으로 구마군에 속했다.
2003년 4월 1일, 구마군 가미촌, 오카하루촌, 우에촌, 스에촌 후카다촌과 신설합병해, 아사기리정이 되었다.

## 지리
구마모토현 남동부, 히토요시 분지의 거의 중앙에 위치해 있다.

## 역사
- 1889년 4월 1일 - 정촌제 시행에 의해 구마군 멘다촌이 성립하였다.
- 1973년 4월 1일 - 정으로 승격해 멘다정이 되었다.
- 2003년 4월 1일 - 가미촌, 오카하루촌, 우에촌, 스에촌 후카다촌과 합병해 아사기리정이 되어 소멸하였다.

## 교통

### 철도
- 구마가와 철도 유노마에 선

### 도로
- 국도 219호선

## 참고 문헌
- 角川日本地名大辞典編纂委員会, 『角川日本地名大辞典 43 熊本県』1987, 角川書店